# Francesco Jerace
Francesco Jerace (Polistena, 26 luglio 1853 – Napoli, 18 gennaio 1937) è stato un pittore e scultore italiano, esponente della scuola napoletana a cavallo del 1900.

## Biografia

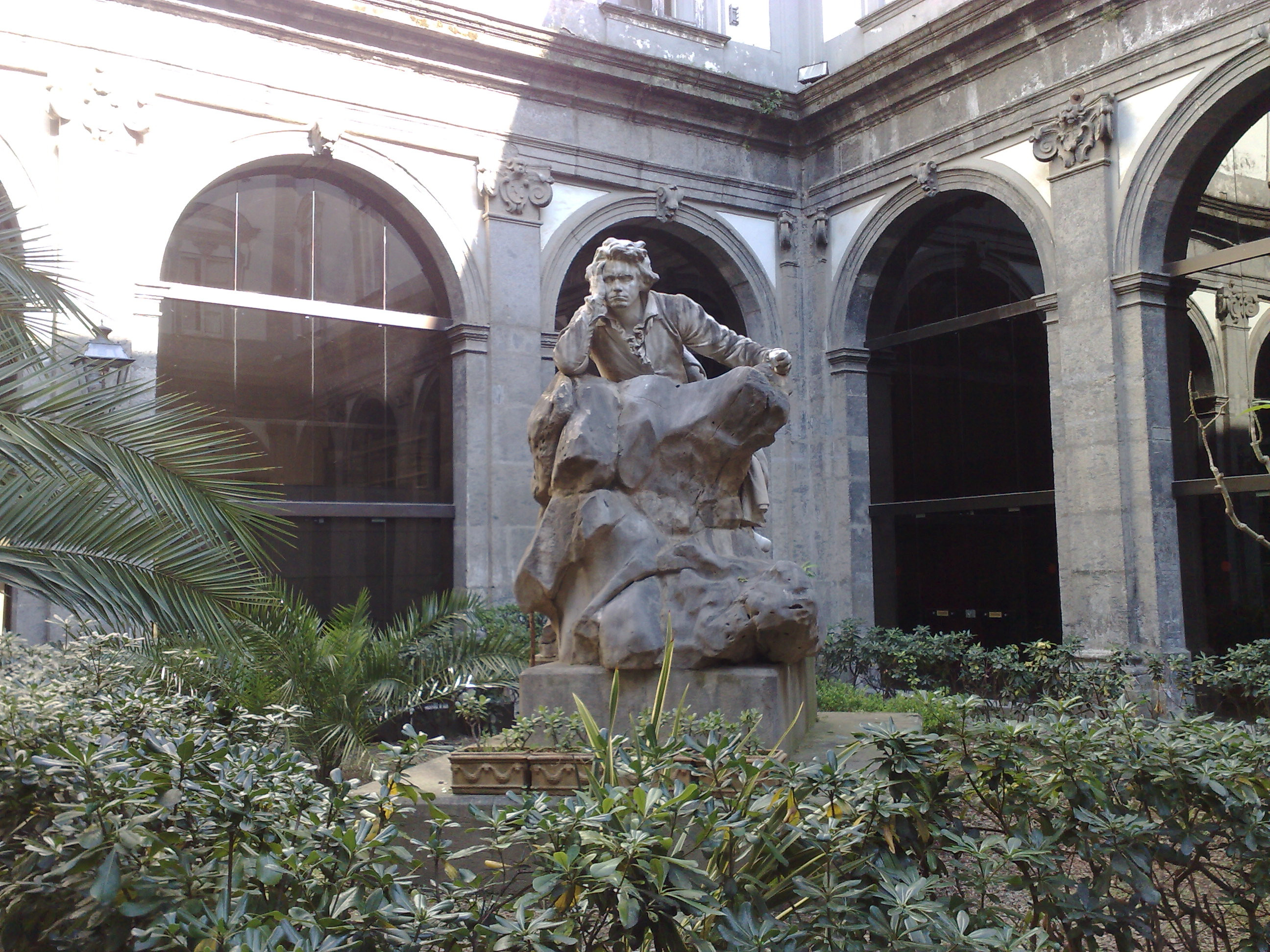
Statua di Beethoven, 1895, Conservatorio di San Pietro a Majella, (Napoli)

Nato a Polistena nel 1853, Francesco Jerace era fratello di Gaetano (1860-1940), pittore, e Vincenzo (1862-1947), pittore e scultore. Suo padre Fortunato era un disegnatore e costruttore di opere murarie, di ponti e di facciate di chiese: nella chiesa della Santissima Trinità di Polistena fece innalzare tutte le colonne granitiche della facciata. Suo cognato era Raffaele Longo, poiché aveva sposato una sorella dello scultore.
Lasciò la provincia di Reggio Calabria nel 1869, dov'era seminarista, per trasferirsi a Napoli dallo zio Vincenzo Morani, figlio di Fortunato, ma il padre e lo zio non approvarono. Successivamente entrò all'Accademia di belle arti di Napoli, dove fu allievo di Stanislao Lista e iniziò la sua carriera di pittore e di scultore.
Occasionalmente pittore, esordì alla Promotrice napoletana del 1871 con due opere: il ritratto di Girolamo Marafioti e la Nidia cieca.
Il suo primo lavoro fu un bassorilievo di gesso con una testa barbuta, conservata tuttora nel Municipio di Polistena. Il primo importante lavoro è del 1873: il monumento funerario per la famiglia di Mary Somerville; vengono poi le decorazioni della villa Meuricoffre e la partecipazione alla mostra nazionale di Torino (1880), con opere in cui Jerace manifesta un tono europeo. Sue sculture sono a Londra, a Varsavia, a Berlino, a Dublino, a Vienna. Nelle città italiane ha lasciato un segno, con le sue opere d'arte: oltre cinquanta monumenti, opere di argenteria e di decorazione, una ventina di busti. Nel 1880 a Torino scolpì Victa. Con Victa, Marion e i Legionari di Germanico, Francesco Jerace partecipò al triplice concorso dell'Esposizione Nazionale di Torino. Nella Villa La Fiorita, Francesco con le sue opere, impreziosì i giardini e i grandi saloni.
Nel 1899 si sposò con la Principessa Vittoria Eisner Von Eisenhof, che divenne la sua musa ispiratrice per vari lavori successivi.
Da lei acquisì, secondo la consuetudine del tempo (già ratificata coi Reali Dispacci del 4 e 24 Aprile 1828, e confermata poi dalle disposizioni del "Regio Decreto 16 giugno 1927, n. 1091, che contiene norme integrative e dichiarative ai Regio Decreto 16 agosto 1926, n. 1489"), il titolo di Principe Margravio, mantenuto fino alla morte (come disposto dall'Art. 3 del detto Decreto), e quello di Nobile di Eisenhof.
Dal ramo della famiglia Morani gli venne anche il titolo di Nobile dei Baroni di Gagliato.
Scolpì teste possenti, come quelle di Giosuè Carducci, di Francesco Crispi e Finali. Modellò busti: Fiorentino, Teresa Ravaschieri, Andrea Cefaly, Di Rudinì, Rattazzi, e più recentemente Gioacchino Toma e Rubens Santoro.
Tra i monumenti da lui scolpiti si ricordano: quello al compositore e pianista Martucci a Capua, quello al politico e avvocato Pietro Rosano ad Aversa (1907), quello al musicista Domenico Cimarosa e quello ai Caduti della prima guerra mondiale, sempre ad Aversa, quello al Cefaly nella villa catanzarese; quello a Umberto I di Savoia a Pizzo Calabro, a Gabriele Pepe a Campobasso, (1913), e infine all'austero ricordo di Arcoleo (1918) e i monumenti di guerra e d'arte sacra più recenti a Reggio Calabria, a Sorrento, a Stefanaconi e a Polistena. Del 1897 è il monumento al musicista Gaetano Donizetti conservato a fianco del teatro al bergamasco dedicato.
Jerace scolpì numerosi monumenti e sculture a Reggio Calabria, tra cui il Monumento ai caduti di tutte le guerre, il pulpito marmoreo con le palme e le sculture di San Paolo e Santo Stefano di Nicea presso il Duomo, il Monumento a Giuseppe De Nava, dove è eternato il padre con lo squadro in mano nell'altorilievo frontale.
Scolpì due episodi storico-religiosi nel Duomo di Napoli; due bassorilievi in cui in uno è raffigurato il Martirio di San Gennaro, nell'altro è raffigurato l'episodio del Miracolo delle Reliquie durante un'eruzione del Vesuvio.
Sempre a Napoli scolpì presso il Palazzo Reale di Napoli la statua di Vittorio Emanuele II di Savoia, e nel 1895, per il Conservatorio di San Pietro a Majella, la statua di Ludwig van Beethoven. Suo è il monumento funebre a Mary Somerville, all'interno del cimitero acattolico di Santa Maria della Fede. Sue sono alcune statue sparse per la città, come quella del sindaco di Napoli Nicola Amore.
Jerace si espresse maggiormente nell'arte sacra e nell'arte allegorica, iniziò come scultore con monumenti di arte funebre, ma l'opera più nota dell'artista è certamente la scultura presente al Vittoriano di Roma: L'azione.
Non tardarono ad arrivare anche riconoscimenti onorifici di prestigio: divenne Professore Onorario alle Accademie di Belle Arti di Milano, Bologna e Napoli; nel 1891 ricevette l'invito a far parte della commissione permanente di Belle Arti del ministero della Pubblica Istruzione, di cui divenne membro. Fu insignito del titolo di Grande Ufficiale dell'Ordine della Corona d'Italia, con decreto datato al 29 ottobre 1903 (pubblicazione: Gazzetta Ufficiale n.50, 1º marzo 1904), e pochi anni dopo di quello di Commendatore dell'Ordine dei Santi Maurizio e Lazzaro, con decreto datato al 13 agosto 1911 (pubblicazione: Gazzetta Ufficiale n.187, del 5 agosto 1912).

Fu un artista di dimensione internazionale, sue opere sono presenti all'estero in parecchie città. In Europa, a Madrid, a Londra, a Monaco di Baviera, ad Atene, ad Odessa, a Berlino, a Varsavia, a L'Aia e, fuori Europa, a Bombay.

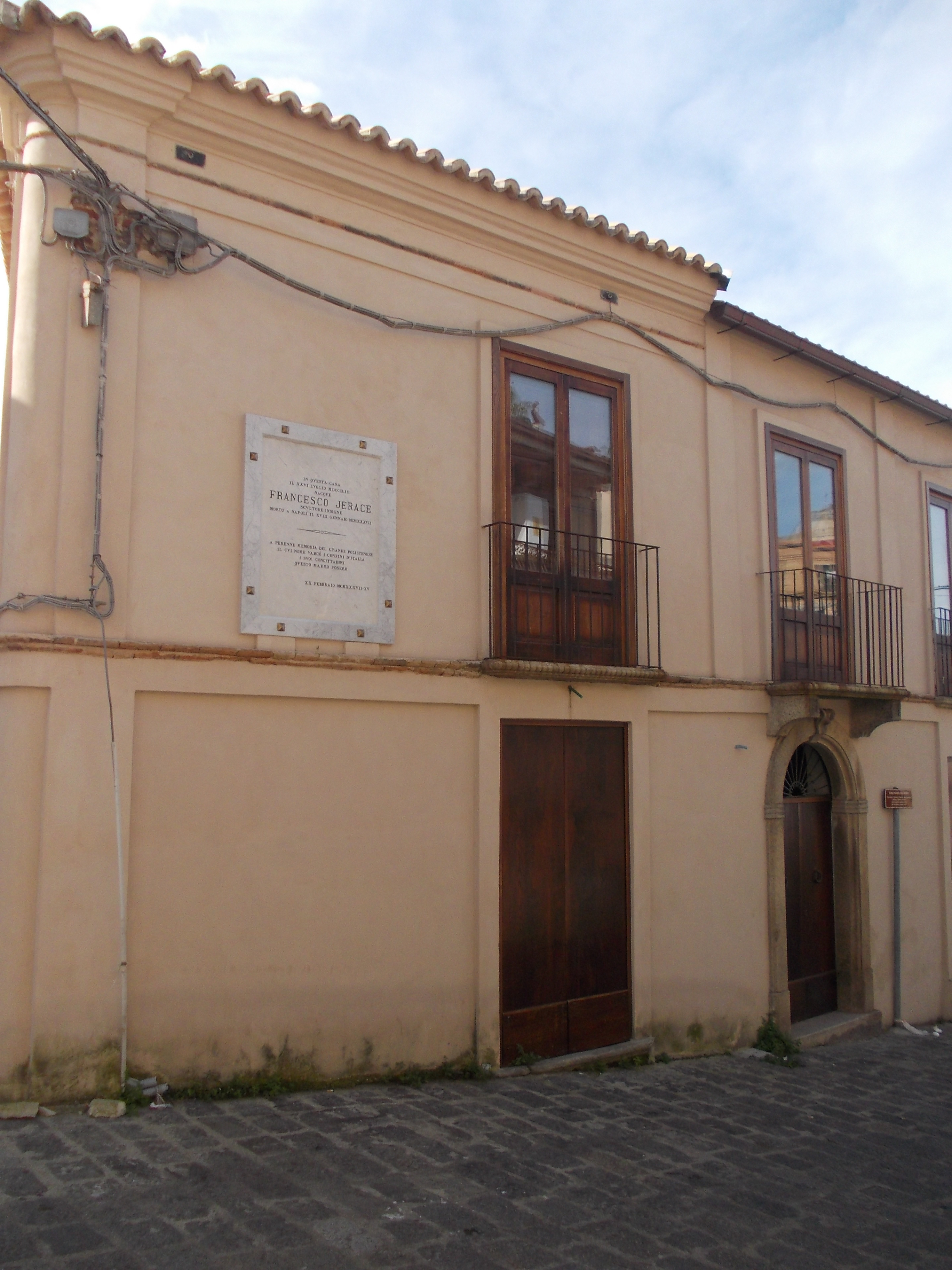
Casa dei Jerace

### Jerace, una famiglia di artisti
Fortunato Jerace si è sposato con Maria Rosa Morani dei Baroni di Gagliato, figlia di Francesco Morani, nato nel 1804 a Polistena. È padre di cinque figli e due figlie: i più conosciuti sono Francesco, Vincenzo e Gaetano; gli altri due figli sono Marino e Michelangelo. Marino, deputato al Parlamento, visse a Roma e poi ad Arcidosso (Grosseto). Michelangelo, Professore di scherma e ginnastica, istituì la Educazione fisica nelle scuole della Capitale. Le figlie sono le sorelle Anna e Maria Stella.
 A tale geniale prole è legata gran parte della storia artistica e culturale calabrese della metà dell'Ottocento, la figlia di Fortunato, Maria Stella sposa Raffaele Longo di San Giorgio Morgeto, diede alla luce: Felice (musicista), e Fortunato (scultore).
Francesco e Vincenzo Jerace si formarono nell'Accademia di Belle Arti di Napoli. Gaetano, che studiò pittura sotto la guida di Francesco Lojacono, ebbe un discreto successo soprattutto all'estero. A Michelangelo (quinto fratello), sono legati tantissimi studi e pubblicazioni sulla ginnastica e l'educazione fisica.

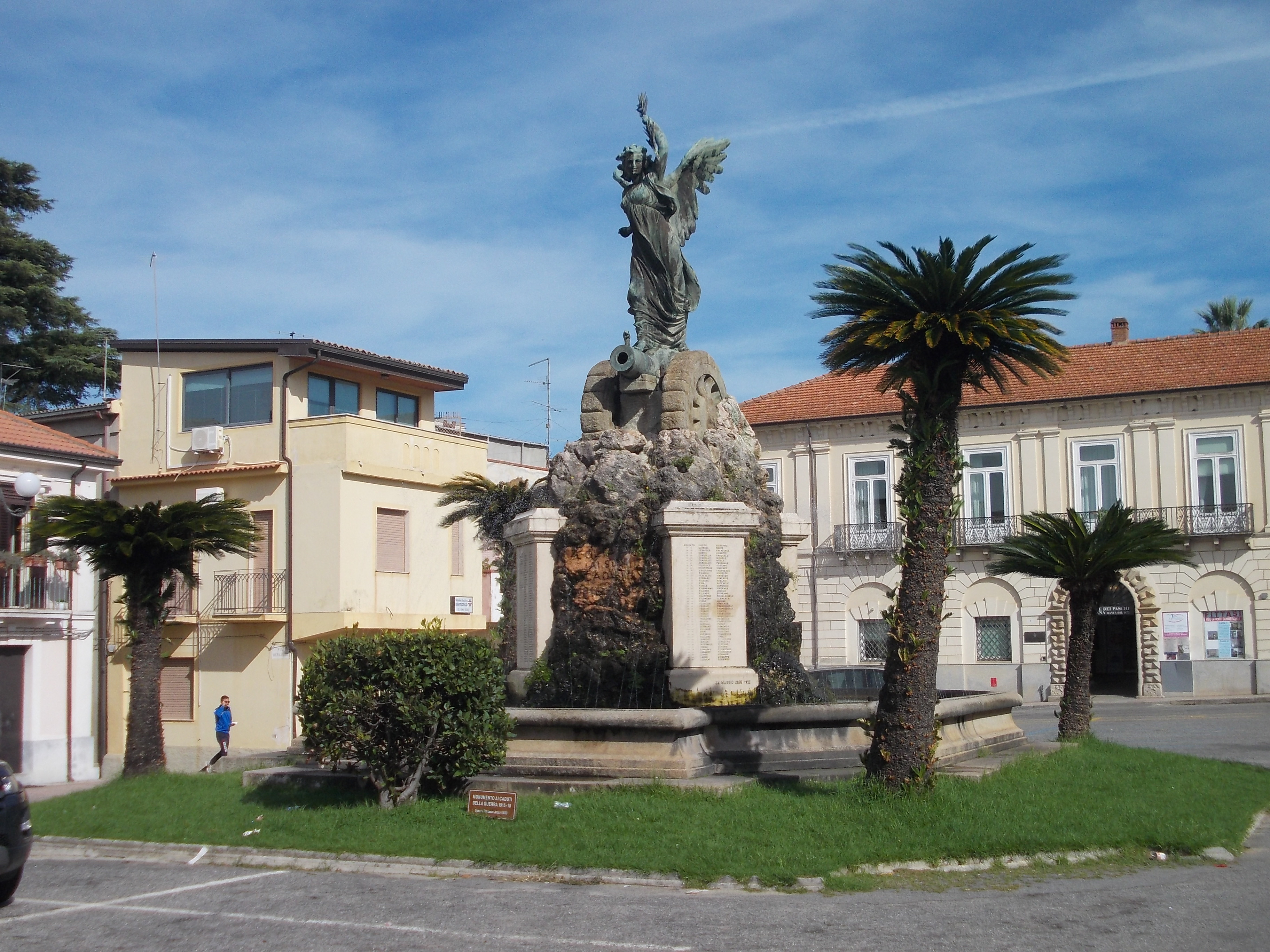
Francesco Jerace, Monumento ai caduti di Polistena

Il 18 gennaio 1937, scomparso Francesco Jerace, all'età di 74 anni, nel suo testamento del 21 giugno 1926, non dimentica la casa paterna di Polistena: che la lascia a sua sorella Anna "finché avrà vita poi giudicherà opportuno Mariarosa" (figlia dello stesso Francesco).
(Francesco Jerace, testamento 18 gennaio 1937)
La casa si trova sulla via Domenicani, a poca distanza della casa di Francesco Morani scultore e professore di stucchi e di architettura primogenito e fratello terzogenito pittore prima a Napoli e poi a Roma.
Mariarosa Jerace, Il 19 ottobre del 1964, scrive una lettera al sindaco dell'epoca, dicendo che dona la casa natale di Francesco Jerace. Il sindaco rispose disponibile all'accettazione che, però, rinviò o addirittura dimenticò, tanto che, due anni dopo, e precisamente nel 1966, Maria Rosa, con atto notarile, donò all'amministrazione provinciale di Catanzaro, n. 34 opere ed alcuni attrezzi di lavoro del padre Francesco. Nel trigesimo della morte di Francesco Jerace, allorquando Polistena gli tributò solenni e commosse onoranze, sulla facciata della casa natale di via Domenicani, fu sistemata la lapide marmorea, ancora visibile e in precarie condizioni, dettata dal commendatore Raffaele Valensise:

### Il monumento ai caduti di Polistena
Il monumento ai caduti della prima guerra mondiale, si trova al centro della Piazza del Popolo. La Bellona, una vittoria alata bronzea su un cannone, posta su la roccia di pietra che fa da base, su delle lastre di marmo bianco, sono incisi i nomi dei 181 caduti nella prima guerra mondiale.

## Galleria d'immagini

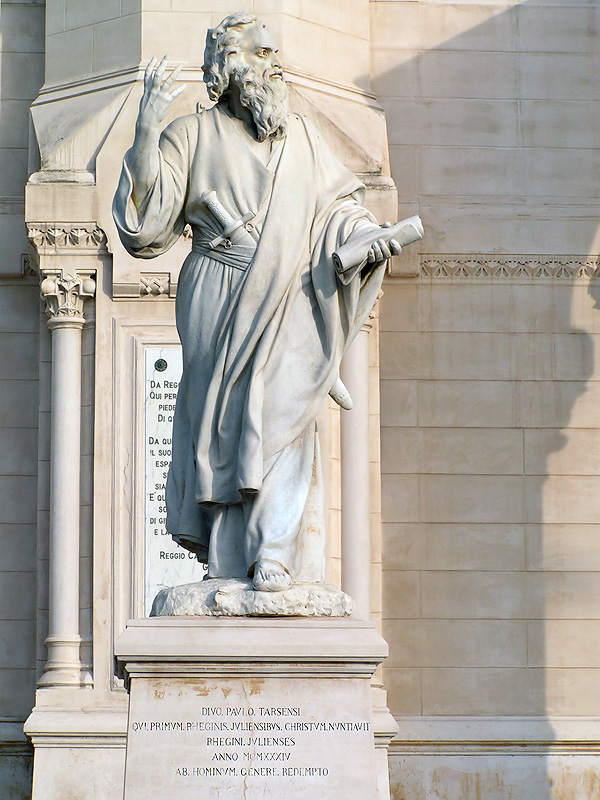
Duomo di Reggio Calabria, statua di San Paolo Apostolo
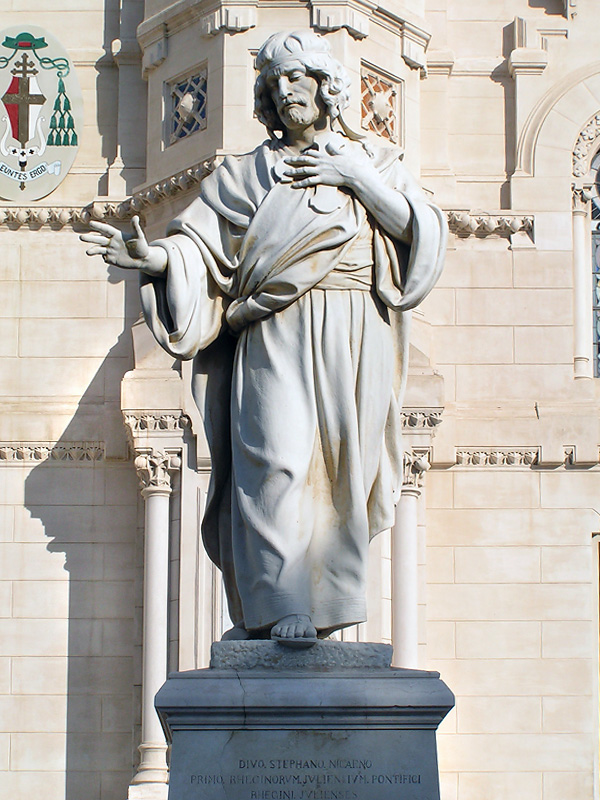
Duomo di Reggio Calabria, statua di santo Stefano di Nicea
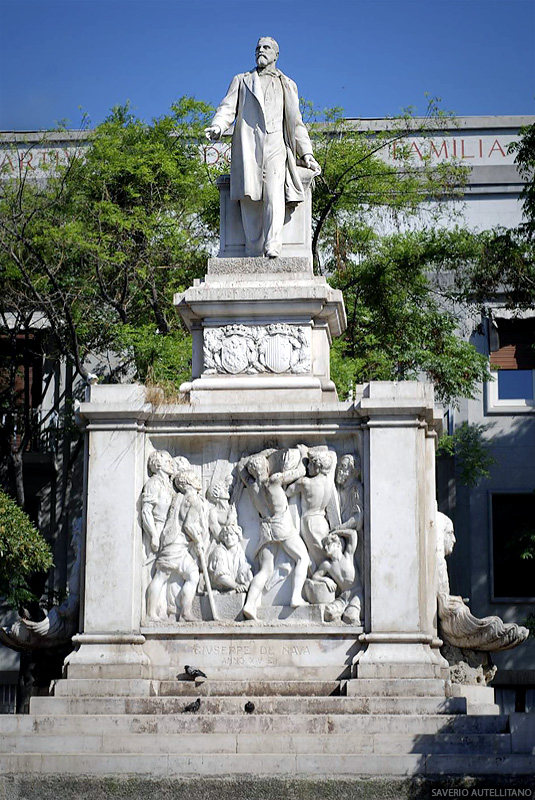
Reggio Calabria, Monumento a Giuseppe De Nava
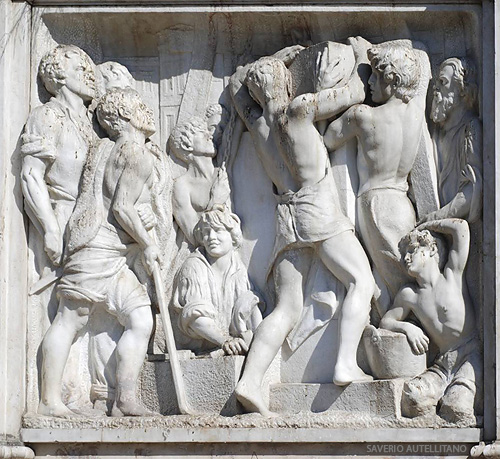
Reggio Calabria. Monumento a Giuseppe De Nava, scene di lavoro
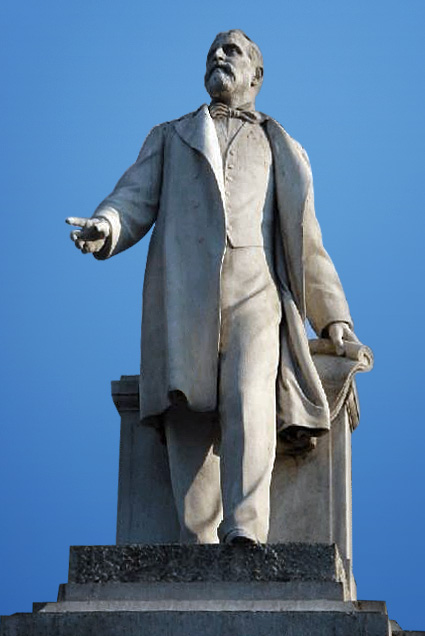
Reggio Calabria, Monumento a Giuseppe De Nava, part.
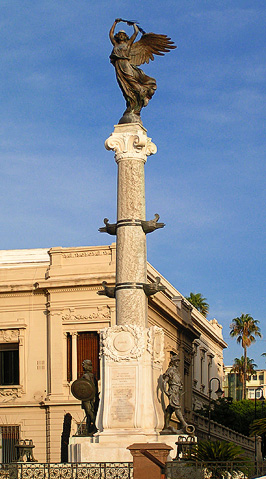
Reggio Calabria, Monumento ai caduti di tutte le guerre, colonna rostrata
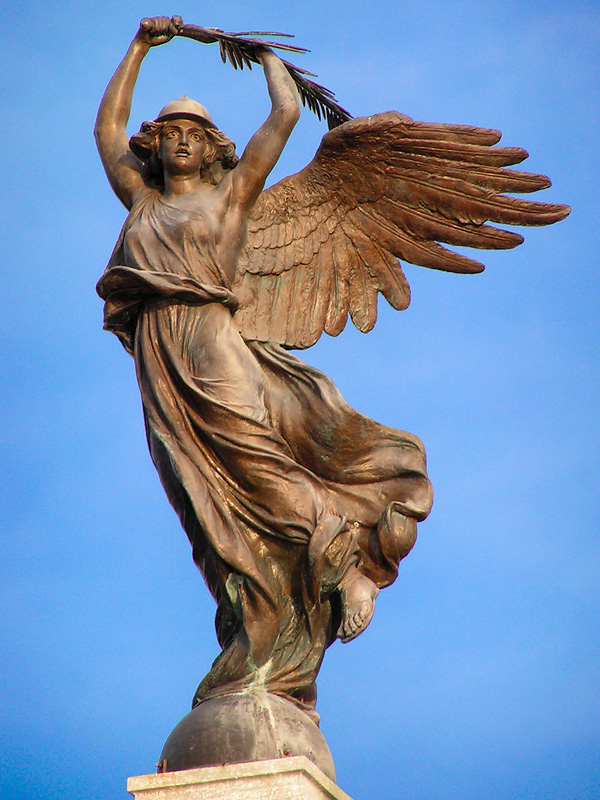
Reggio Calabria, Monumento ai caduti di tutte le guerre, part. Vittoria alata
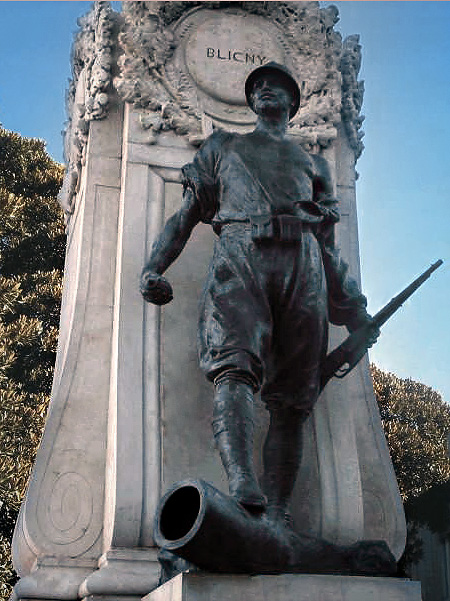
Reggio Calabria, Monumento ai caduti di tutte le guerre, part. un fante
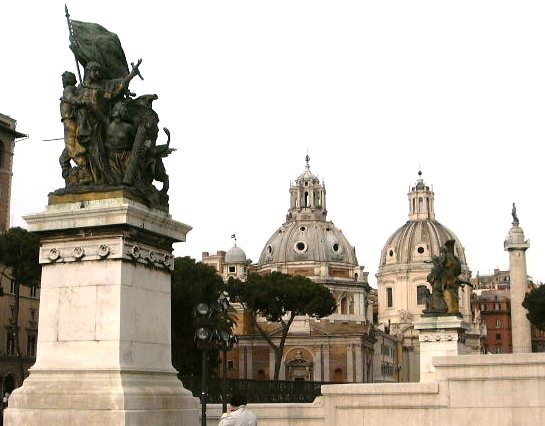
Roma, Vittoriano, l'Azione.
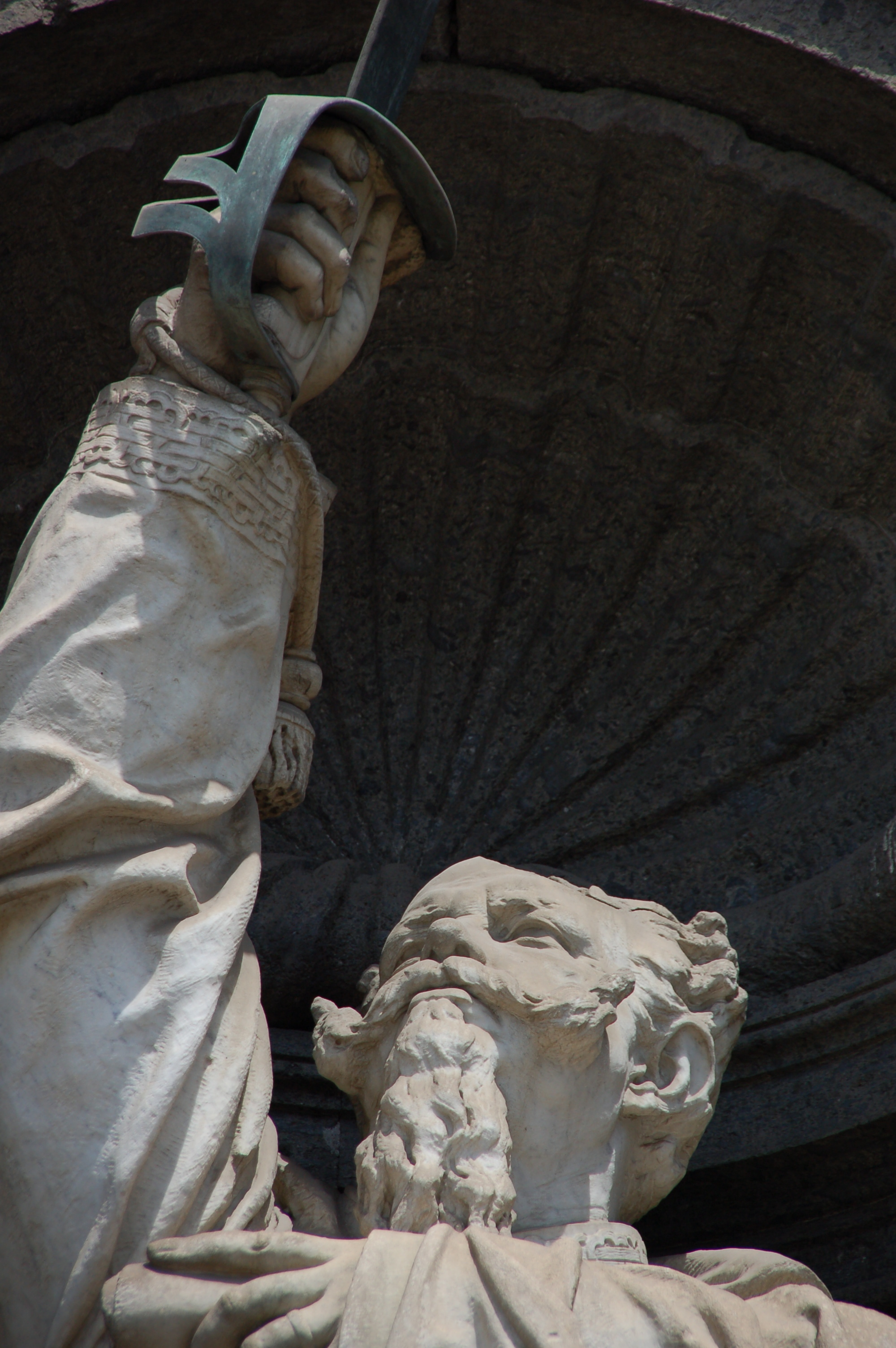
Napoli, Statua di Vittorio Emanuele II di Savoia, facciata di Palazzo Reale
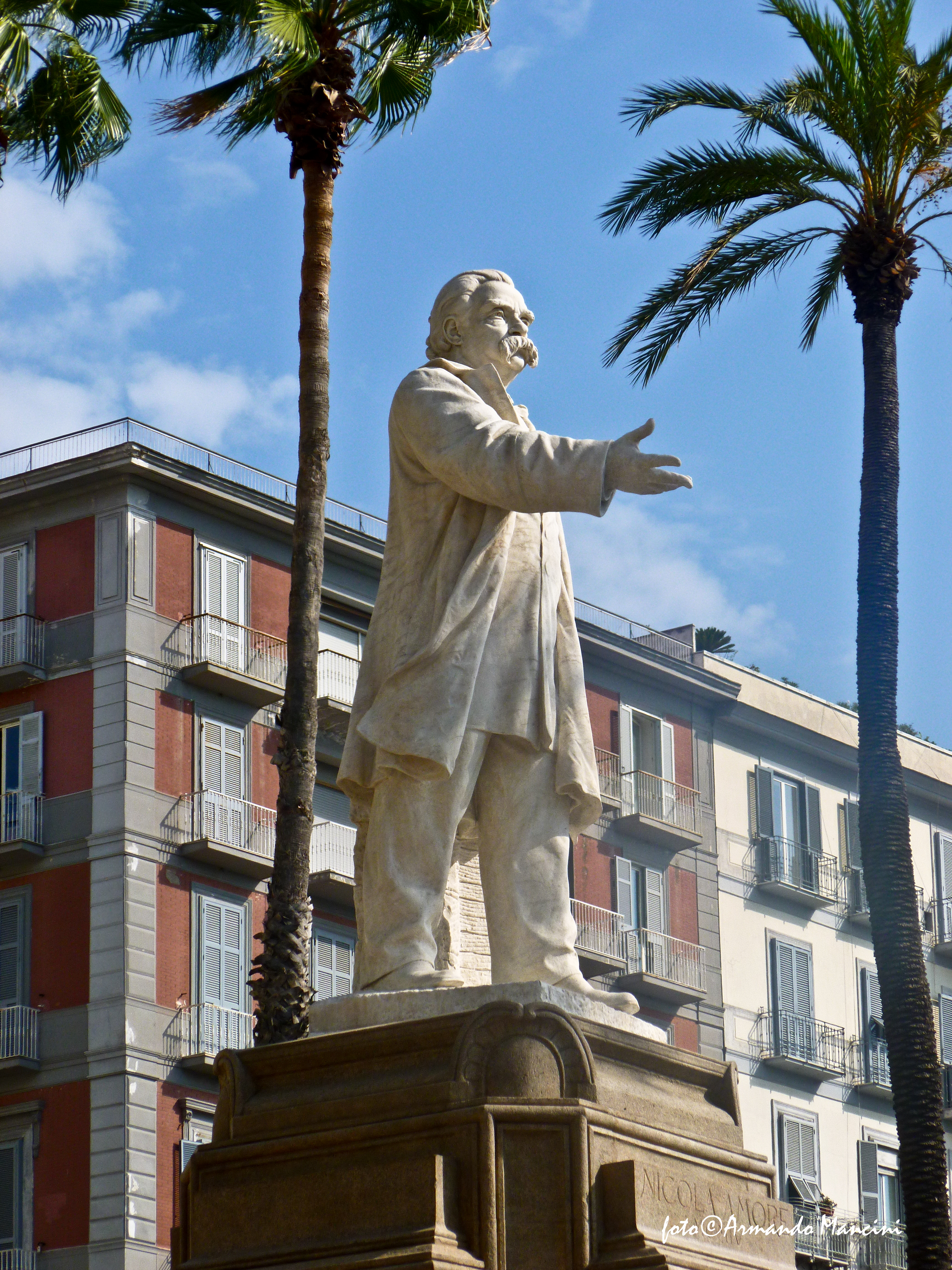
Napoli, Monumento a Nicola Amore
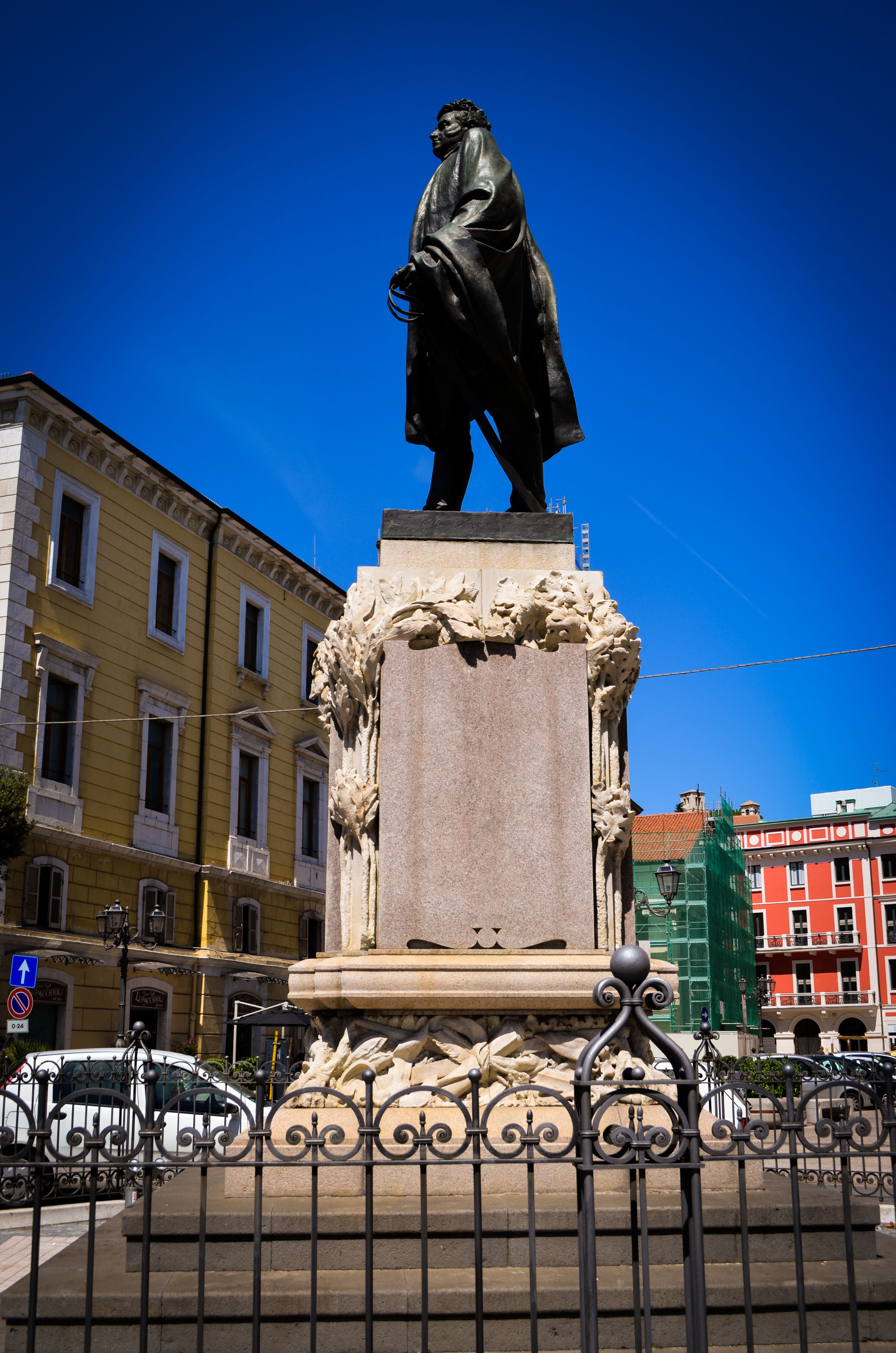
Campobasso, Statua di Gabriele Pepe
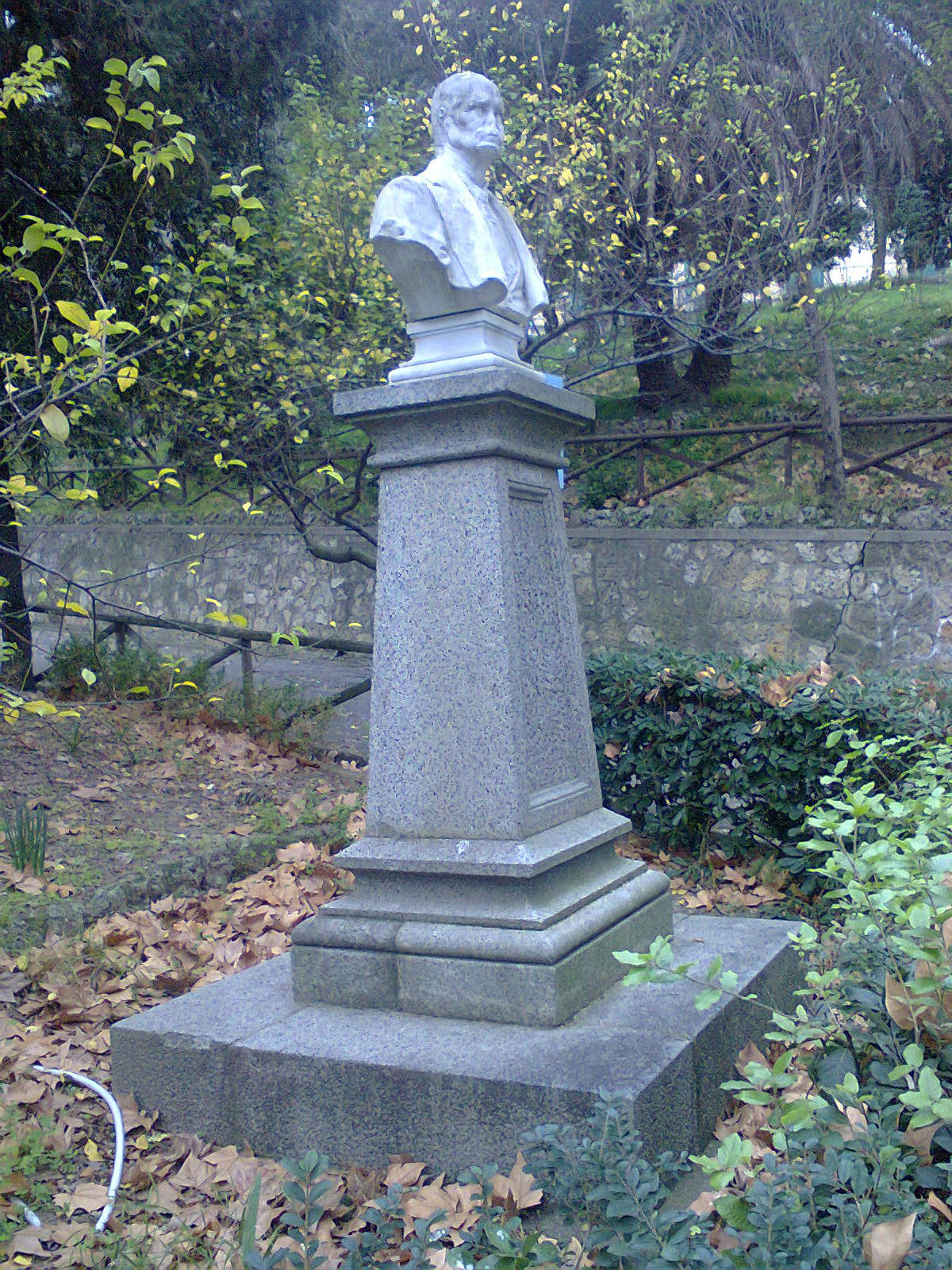
Crotone, Statua di Raffaele Lucente
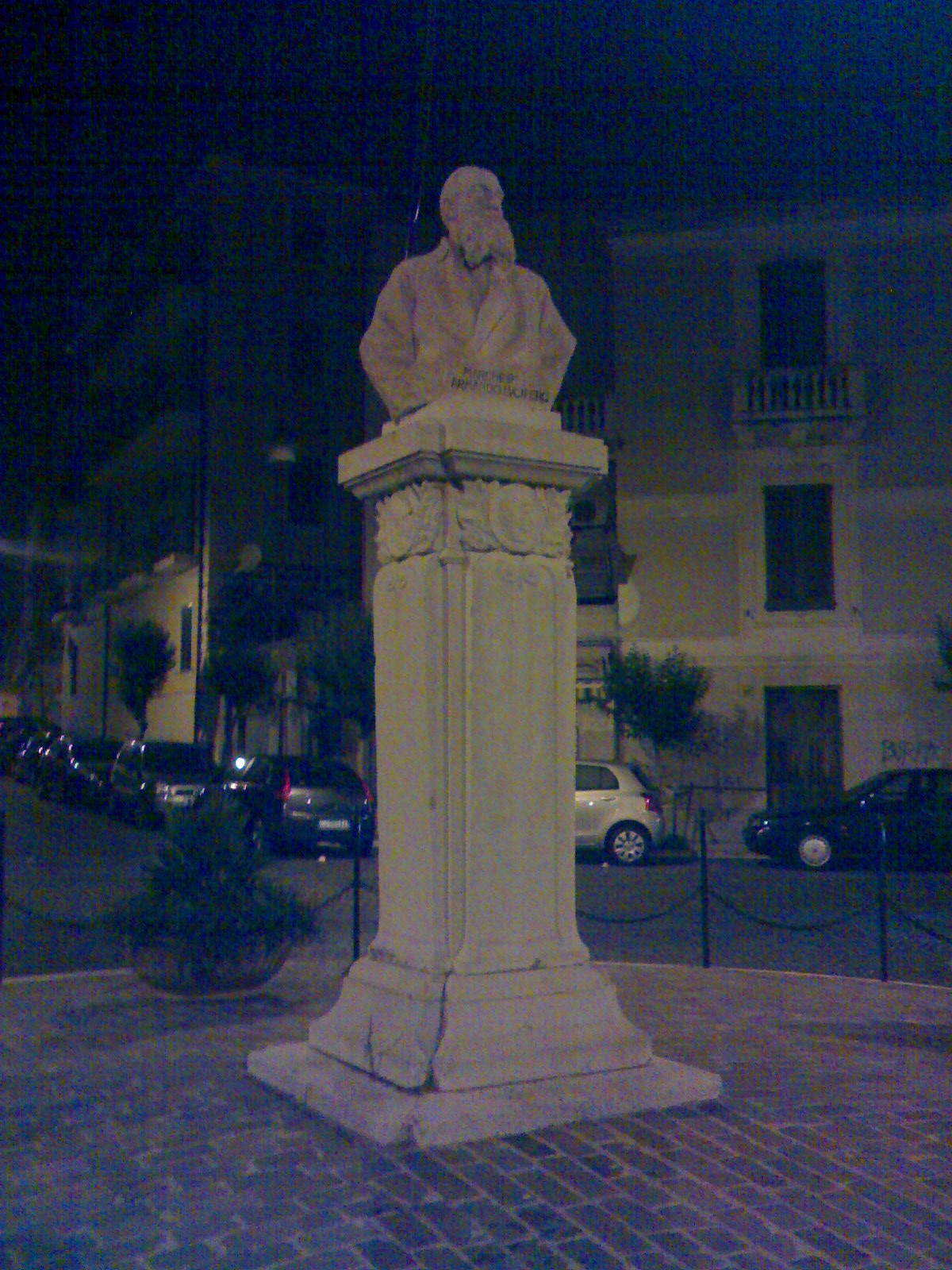
Crotone, Statua di Armando Lucifero